# Johnius australis
Johnius australis és una espècie de peix de la família dels esciènids i de l'ordre dels perciformes.

## Morfologia
- Els mascles poden assolir 23 cm de longitud total.[4][5]

## Hàbitat
És un peix de clima tropical i bentopelàgic.

## Distribució geogràfica
Es troba al llarg de les costes de Nova Guinea i del nord i nord-est d'Austràlia.

## Observacions
És inofensiu per als humans.